# Адміністративний устрій Ужгородського району
Адміністративний устрій Ужгородського району — адміністративно-територіальний поділ Ужгородського району Закарпатської області на 3 сільські громади, 1 селищну і 23 сільські ради, які об'єднують 65 населених пунктів та підпорядковані Ужгородській районній раді. Адміністративний центр — місто Ужгород, яке є містом обласного значення та не входить до складу району.

## Список громадУжгородського району
| № | Назва                        | Центр        | Населені пункти | Площа км² | Місце за площею | Населення (2001), осіб. | Місце за населенням |
| - | ---------------------------- | ------------ | --- | --------- | --------------- | ----------------------- | ------------------- |
| 1 | Баранинська сільська громада | с. Баранинці | с. Баранинці с. Барвінок с. Великі Лази с. Довге Поле с. Підгорб с. Стрипа с. Холмець с. Циганівці с. Ярок с. Руські Комарівці |           |                 |                         |                     |
| 2 | Оноківська сільська громада  | с. Оноківці  | с. Невицьке с. Оноківці с. Оріховиця                                                                                           |           |                 |                         |                     |
| 3 | Холмківська сільська громада | с. Холмок    | с. Ботфалва с. Концово с. Минай с. Розівка с. Сторожниця с. Тарнівці с. Холмок с. Шишлівці                                     |           |                 |                         |                     |

## Список радУжгородського району(з 2018 року)
| №  | Назва                             | Центр               | Населені пункти                                                   | Площа км² | Місце за площею | Населення (2001), осіб. | Місце за населенням |
| -- | --------------------------------- | ------------------- | ----------------------------------------------------------------- | --------- | --------------- | ----------------------- | ------------------- |
| 1  | Середнянська селищна рада         | смт Середнє         | смт Середнє с. Вовкове                                            |           |                 |                         |                     |
| 2  | Великогеєвецька сільська рада     | с. Великі Геївці    | с. Великі Геївці с. Малі Геївці с. Руські Геївці                  |           |                 | 1948                    |                     |
| 3  | Великодобронська сільська рада    | с. Велика Добронь   | с. Велика Добронь                                                 |           |                 | 5607                    |                     |
| 4  | Галоцька сільська рада            | с. Галоч            | с. Галоч с. Батфа с. Палло                                        |           |                 | 1151                    |                     |
| 5  | Дубрівська сільська рада          | с. Дубрівка         | с. Дубрівка                                                       |           |                 |                         |                     |
| 6  | Есенська сільська рада            | с. Есень            | с. Есень                                                          |           |                 | 1677                    |                     |
| 7  | Ірлявська сільська рада           | с. Ірлява           | с. Ірлява с. Андріївка с. Чабанівка                               |           |                 |                         |                     |
| 8  | Кам'яницька сільська рада         | с. Кам'яниця        | с. Кам'яниця с. Гута                                              |           |                 |                         |                     |
| 9  | Киблярівська сільська рада        | с. Кибляри          | с. Кибляри с. Гайдош с. Лінці                                     |           |                 |                         |                     |
| 10 | Коритнянська сільська рада        | с. Коритняни        | с. Коритняни с. Кінчеш                                            |           |                 |                         |                     |
| 11 | Малодобронська сільська рада      | с. Мала Добронь     | с. Мала Добронь с. Демечі                                         |           |                 | 2271                    |                     |
| 12 | Паладь-Комарівецька сільська рада | с. Паладь-Комарівці | с. Паладь-Комарівці с. Малі Селменці                              |           |                 | 1034                    |                     |
| 13 | Пацканівська сільська рада        | с. Пацканьово       | с. Пацканьово                                                     |           |                 |                         |                     |
| 14 | Ратівецька сільська рада          | с. Ратівці          | с. Ратівці                                                        |           |                 | 1325                    |                     |
| 15 | Руськокомарівська сільська рада   | с. Руські Комарівці | с. Руські Комарівці с. Глибоке с. Нижнє Солотвино                 |           |                 |                         |                     |
| 16 | Соловківська сільська рада        | с. Соловка          | с. Соловка с. Петрівка                                            |           |                 | 1240                    |                     |
| 17 | Соломонівська сільська рада       | с. Соломоново       | с. Соломоново                                                     |           |                 | 1387                    |                     |
| 18 | Сюртівська сільська рада          | с. Сюрте            | с. Сюрте                                                          |           |                 | 1898                    |                     |
| 19 | Тийгласька сільська рада          | с. Тийглаш          | с. Тийглаш                                                        |           |                 | 551                     |                     |
| 20 | Тисаагтелекська сільська рада     | с. Тисаагтелек      | с. Тисаагтелек                                                    |           |                 | 684                     |                     |
| 21 | Тисаашванська сільська рада       | с. Тисаашвань       | с. Тисаашвань с. Тисауйфалу                                       |           |                 | 1129                    |                     |
| 22 | Худлівська сільська рада          | с. Худльово         | с. Худльово с. Анталовці с. Верхня Солотвина с. Ляхівці с. Чертеж |           |                 |                         |                     |
| 23 | Часлівецька сільська рада         | с. Часлівці         | с. Часлівці                                                       |           |                 | 820                     |                     |
| 24 | Червонівська сільська рада        | с. Червоне          | с. Червоне                                                        |           |                 | 938                     |                     |

## Список радУжгородського району(до 2018 року)
| №  | Назва                             | Центр               | Населені пункти                                                   | Площа км² | Місце за площею | Населення (2001), осіб. | Місце за населенням |
| -- | --------------------------------- | ------------------- | ----------------------------------------------------------------- | --------- | --------------- | ----------------------- | ------------------- |
| 1  | Середнянська селищна рада         | смт Середнє         | смт Середнє с. Вовкове                                            |           |                 |                         |                     |
| 2  | Баранинська сільська рада         | с. Баранинці        | с. Баранинці с. Барвінок с. Довге Поле с. Підгорб                 |           |                 | 3025                    |                     |
| 3  | Великогеєвецька сільська рада     | с. Великі Геївці    | с. Великі Геївці с. Малі Геївці с. Руські Геївці                  |           |                 | 1948                    |                     |
| 4  | Великодобронська сільська рада    | с. Велика Добронь   | с. Велика Добронь                                                 |           |                 | 5607                    |                     |
| 5  | Великолазівська сільська рада     | с. Великі Лази      | с. Великі Лази с. Циганівці                                       |           |                 |                         |                     |
| 6  | Галоцька сільська рада            | с. Галоч            | с. Галоч с. Батфа с. Палло                                        |           |                 | 1151                    |                     |
| 7  | Дубрівська сільська рада          | с. Дубрівка         | с. Дубрівка                                                       |           |                 |                         |                     |
| 8  | Есенська сільська рада            | с. Есень            | с. Есень                                                          |           |                 | 1677                    |                     |
| 9  | Ірлявська сільська рада           | с. Ірлява           | с. Ірлява с. Андріївка с. Чабанівка                               |           |                 |                         |                     |
| 10 | Кам'яницька сільська рада         | с. Кам'яниця        | с. Кам'яниця с. Гута                                              |           |                 |                         |                     |
| 11 | Киблярівська сільська рада        | с. Кибляри          | с. Кибляри с. Гайдош с. Лінці                                     |           |                 |                         |                     |
| 12 | Коритнянська сільська рада        | с. Коритняни        | с. Коритняни с. Кінчеш                                            |           |                 | 1924                    |                     |
| 13 | Малодобронська сільська рада      | с. Мала Добронь     | с. Мала Добронь с. Демечі                                         |           |                 | 2271                    |                     |
| 14 | Невицька сільська рада            | с. Невицьке         | с. Невицьке                                                       |           |                 |                         |                     |
| 15 | Оноківська сільська рада          | с. Оноківці         | с. Оноківці с. Оріховиця                                          |           |                 |                         |                     |
| 16 | Паладь-Комарівецька сільська рада | с. Паладь-Комарівці | с. Паладь-Комарівці с. Малі Селменці                              |           |                 | 1034                    |                     |
| 17 | Пацканівська сільська рада        | с. Пацканьово       | с. Пацканьово                                                     |           |                 |                         |                     |
| 18 | Ратівецька сільська рада          | с. Ратівці          | с. Ратівці                                                        |           |                 | 1325                    |                     |
| 19 | Руськокомарівська сільська рада   | с. Руські Комарівці | с. Руські Комарівці с. Глибоке с. Нижнє Солотвино                 |           |                 |                         |                     |
| 20 | Соловківська сільська рада        | с. Соловка          | с. Соловка с. Петрівка                                            |           |                 | 1240                    |                     |
| 21 | Соломонівська сільська рада       | с. Соломоново       | с. Соломоново                                                     |           |                 | 1387                    |                     |
| 22 | Сторожницька сільська рада        | с. Сторожниця       | с. Сторожниця                                                     |           |                 | 2623                    |                     |
| 23 | Сюртівська сільська рада          | с. Сюрте            | с. Сюрте                                                          |           |                 | 1898                    |                     |
| 24 | Тарновецька сільська рада         | с. Тарнівці         | с. Тарнівці с. Ботфалва с. Шишлівці                               |           |                 | 1771                    |                     |
| 25 | Тийгласька сільська рада          | с. Тийглаш          | с. Тийглаш                                                        |           |                 | 551                     |                     |
| 26 | Тисаагтелекська сільська рада     | с. Тисаагтелек      | с. Тисаагтелек                                                    |           |                 | 684                     |                     |
| 27 | Тисаашванська сільська рада       | с. Тисаашвань       | с. Тисаашвань с. Тисауйфалу                                       |           |                 | 1129                    |                     |
| 28 | Холмецька сільська рада           | с. Холмець          | с. Холмець                                                        |           |                 | 901                     |                     |
| 29 | Холмківська сільська рада         | с. Холмок           | с. Холмок с. Концово с. Минай с. Розівка                          |           |                 | 6893                    |                     |
| 30 | Худлівська сільська рада          | с. Худльово         | с. Худльово с. Анталовці с. Верхня Солотвина с. Ляхівці с. Чертеж |           |                 |                         |                     |
| 31 | Часлівецька сільська рада         | с. Часлівці         | с. Часлівці                                                       |           |                 | 820                     |                     |
| 32 | Червонівська сільська рада        | с. Червоне          | с. Червоне                                                        |           |                 | 938                     |                     |
| 33 | Яроцька сільська рада             | с. Ярок             | с. Ярок с. Стрипа                                                 |           |                 |                         |                     |

* Примітки: смт — селище міського типу, с. — село